# Bellecapital
Bellecapital AG ist ein auf die Vermögensverwaltung spezialisiertes Unternehmen mit Sitz in Zürich. Das Unternehmen wurde 2009 gegründet und verwaltet Vermögen im Umfang von mehr als vier Milliarden Schweizer Franken. Bellecapital AG ist Mitglied des Verbands Schweizerischer Vermögensverwalter und besitzt eine FINMA Lizenz. 

## Tätigkeitsgebiet
Das Unternehmen fokussiert sich auf die diskretionäre Verwaltung von Privat- und Familienvermögen. Der Investitionsansatz ist long-only und basiert auf einer Kombination von Top-Down und Bottom-Up Ansätzen. Dabei definiert Ersteres die Sektoren- und Länderallokation und Letzteres die Auswahl der Einzeltitel. Bellecapital tätigt wenn immer möglich Direktinvestitionen in Aktien und Obligationen und vermeidet Investmentfonds und strukturierte Produkte. Der Investmentprozess wird von Mathias Heim, Chief Investment Officer, geleitet. Martin Jetzer, einer der ersten Herausgeber der wissenschaftlichen Zeitschrift Financial Markets and Portfolio Management (FMPM), ist Chefökonom von Bellecapital.
Im Juni 2015 eröffnete Bellecapital eine Tochtergesellschaft Bellecapital UK Ltd. mit dem Sitz am Berkeley Square in London. Im Januar 2016 akquirierte Bellecapital die Williams-de-Broe-Private-Investment-Management-Einheit von Investec und baute damit die internationale Präsenz mit einem Büro in London aus. Im Juni 2016 folgte die Übernahme von GL Funds, einer Investmentboutique im Bereich alternative Investments mit langjähriger Investmetnexpertise in Asien.

## Registrierung bei der Securities and Exchange Commission (SEC)
Über die vergangenen Jahre sind die Anforderungen an internationale Finanzdienstleister im Umgang mit US-Kunden gestiegen. Um den regulatorischen Anforderungen gerecht zu werden, wurde 2011 die Schwestergesellschaft Bellecapital International gegründet und bei der SEC (Securities and Exchange Commission) registriert.